# Копальня Блек-Меза
36°31′36″ пн. ш. 110°25′52″ зх. д. / 36.5267° пн. ш. 110.431° зх. д.

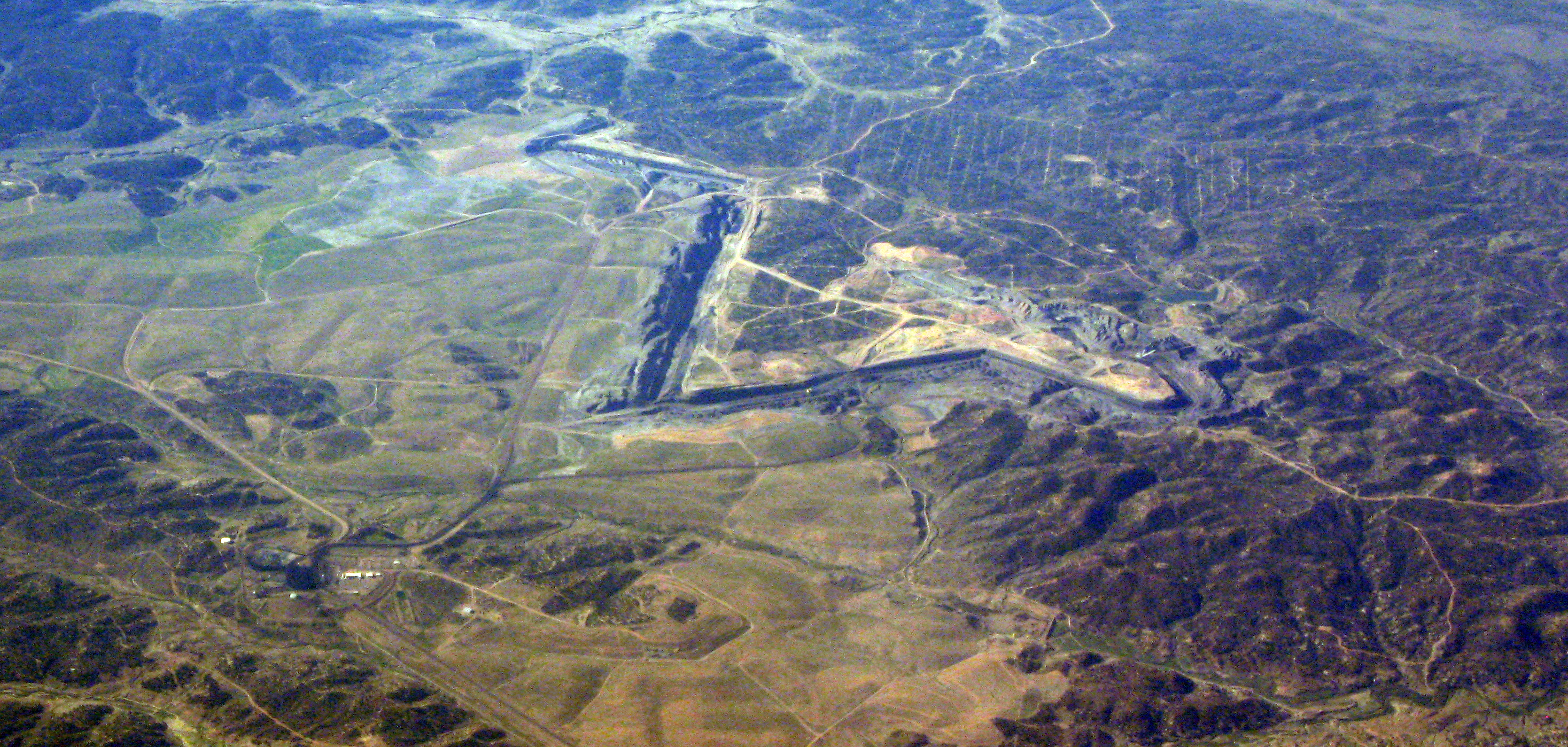

Копальня Kayenta (Блек-Меза) була відкритою вугільною копальнею, якою керувала Peabody Western Coal Company, дочірня компанія Peabody Energy на території навахо на півночі Аризони з 1973 по 2019 рік. Копальня займала 400 акрів, які використовувалися для видобутку вугілля та рекультивувалися щороку, забезпечуючи приблизно 8 мільйонів тонн вугілля щорічно для електростанції Навахо.

## Інтернет-ресурси
- Peabody Celebrates 40 Years on Black Mesa – Photos of archaeological work, mining operations and equipment, air monitoring station, reclamation work, and reclaimed areas on Black Mesa.